# Oxymetra erinacea
Oxymetra erinacea is een haarster uit de familie Mariametridae.
De wetenschappelijke naam van de soort werd in 1890 gepubliceerd door Clemens Hartlaub.